# Bicyclus melas
Bicyclus melas är en fjärilsart som beskrevs av Condamin 1965. Bicyclus melas ingår i släktet Bicyclus och familjen praktfjärilar. Inga underarter finns listade i Catalogue of Life.